# Piobesi Torinese
Piobesi Torinese is een gemeente in de Italiaanse provincie Turijn (regio Piëmont) en telt 3424 inwoners (31-12-2004). De oppervlakte bedraagt 19,7 km², de bevolkingsdichtheid is 174 inwoners per km².

## Demografie
Piobesi Torinese telt ongeveer 1332 huishoudens. Het aantal inwoners steeg in de periode 1991-2001 met 13,9% volgens cijfers uit de tienjaarlijkse volkstellingen van ISTAT.
| Jaar | Inwoneraantal |
| ---- | ------------- |
| 1991 | 2838          |
| 2001 | 3232          |

## Geografie
Piobesi Torinese grenst aan de volgende gemeenten: Candiolo, None, Vinovo, Castagnole Piemonte, Carignano.
1. ↑  https://demo.istat.it/?l=it.